# 古龙
古龍（1938年6月7日—1985年9月21日），原名熊耀華，武俠小說家。籍貫江西南昌，出生於香港，幼時曾住過湖北漢口，少年後定居於臺灣。自1960年代起，以筆名「古龍」創作多部武俠小說，包括《楚留香傳奇》《絕代雙驕》《小李飛刀系列》《陸小鳳傳奇》等，筆下著作屢次改編為電視劇、電影等。

## 生平

### 早年
古龍祖籍江西南昌，原名熊耀華，1938年於香港出生。生父熊鵬聲（熊飛）據聞是北平中國大學土木系畢業，偶爾以「東方客」為筆名投稿發表武俠小說。古龍幼年就讀於荃灣德聲學校，1950年跟隨父母漂洋過海，定居台灣。1951年以僑生身份就讀臺灣師院附中（今師大附中）初中部，當時班長是張法鶴。
據當時古龍同屆35班的同學朱邦復說，當時古龍就讀36班，喜歡上35班的同學古稚鳳，因此後來筆名取作古龍。
1954年秋，古龍考上成功中學，與陳映真為同學，其後結識大一屆的學長尉天驄、張作丞（艾笛）等。開始寫詩和小說投稿。。
高二時，古龍在晨光雜誌發表小說《從北國到南國》，第一次使用古龍為筆名。當時高玉樹擔任台北市長，父親熊飛高陞擔任機要秘書一職。古龍本以為家境可以就此好轉，父親卻結識女子張秀碧發生婚外情，其後更拋棄妻兒。古龍一時氣憤，兼之不想增加家累，棄學離家出走，未能畢業。，傳聞曾短暫加入當時知名學生幫派四海幫。。
1957年秋，以同等學力考上淡江英專（即淡江大學前身），就讀夜間部的英語科，再度與陳映真同窗。同班好友有後來成為北京電信發展公司與電信長城公司董事長的郭樹倫，其後古龍將他寫入小說遊俠錄中。
大二時為了謀生，再度輟學專心從事創作。

### 寫作生涯
為了謀生，古龍開始從事武俠小說創作。1960年至1963年是古龍的萌發階段，發表了《孤星傳》和《護花鈴》等十餘部小說。這時，台灣武壇以三劍客臥龍生、司馬翎、诸葛青云為尊，古龍特意結交他們，還替他們代筆了幾部作品。最重要的朋友牛哥（李費蒙）、牛嫂（馮娜妮，古龍中學及專科的學姐），牛小妹（李竝）和鄒郎和胡正群等兄長也很照顧古龍。
1963年起，古龍與第一任妻子鄭月霞（莉莉）開始同居於臺北縣瑞芳鎮（今新北市瑞芳區）。古龍接連發表了《情人箭》、《大旗英雄傳》、《浣花洗劍錄》、《名劍風流》、《武林外史》和《絕代雙驕》等六部長篇；1966年又出版《鐵血傳奇》（即楚留香傳奇），集武俠、文藝、偵探、推理、寓言於一身。以上作品皆接近或超過百萬字，質感也明顯提升，可視為創作的茁壯階段。1964年至1966年發表的《浣花洗劍錄》向《宮本武藏》等日本時代小說取經，探索武道（天道），另闢武俠蹊徑。《武林外史》奠定古龍武俠小說的「浪子」風味，強化了《名劍風流》的現代感。《絕代雙驕》有明顯的寓言化傾向，是頗受到好評的長篇武俠喜劇。當時香港知名作家倪匡替明報邀稿《絕代雙驕》，從此和古龍結為莫逆之交。
1968-1969，《多情劍客無情劍》開啟了古龍創作的成熟階段。《多情劍客無情劍》、《蕭十一郎》、《流星·蝴蝶·劍》、《歡樂英雄》、《大人物》、《陸小鳳》系列、《七種武器》系列、《天涯‧明月‧刀》、《三少爺的劍》、《白玉老虎》、《碧血洗銀槍》及《英雄無淚》等作品均廣受讀者歡迎。其中《陸小鳳》係武壇首席名家金庸封筆後親自為旗下的明報邀稿，有世代傳承的意味。另外《天涯‧明月‧刀》因理念較為前衛，被中國時報腰斬，古龍常引為憾事；1976年香港邵氏以《流星‧蝴蝶‧劍》和本書為底本，開創了武俠電影的又一次高峰，也締造了古龍的電影時代。中國時報後來又向古龍邀稿，於是就有了《碧血洗銀槍》。
古龍的創作理念是「求新求變」，不受傳統拘束，將中外經典鎔鑄一爐。從創作中期直到末期，他不斷突破自我，多次說「武俠小說到了要變的時候」。中外鎔鑄者，如王度廬鶴－鐵五部曲和《野性的呼喚》共融於《多情劍客無情劍》，又如史坦貝克《薄餅坪》啟發《歡樂英雄》，《教父》和日本漫畫《帶子狼》融入《流星‧蝴蝶‧劍》。他也在小說滲入散文和新詩的句法，寫出《天涯‧明月‧刀》等小說。直到1979年《英雄無淚》《新月傳奇》完成後才走向衰退，創作銳減，代筆橫行。這就是1981年以降，古龍創作上的枯槁階段。枯槁階段的出現，和古龍興趣轉向編劇，以及健康不佳有極大關係。

### 遇刺受傷和去世
古龍自年輕時就嗜色嗜酒，成名發財後更加無節制。1980年10月22日晚上十時，古龍與友人赴北投吟松閣旅社207號房間飲酒作樂，當時演員柯俊雄及其友人，通緝犯「小葉」葉慶輝（27歲）與好友「小胖」陳文和（34歲）亦身處隔壁212號房間內，由於古龍不願到隔壁房間向柯俊雄敬酒，兩人憤而以隨身扁鑽及短刀刺傷古龍的右手。古龍雖因友人群起奮力抵抗倖未傷及性命，但仍重殘致後來無法寫作，更因為使用賣血「血牛」的不潔血液作急救輸血而染上肝炎。從此健康更形惡化，體型嚴重縮減，判若兩人。
婚姻觸礁、電影投資失利，也造成古龍心中的苦悶，以致無酒不歡，忘情於酒，在1982至84年間內臟健康出現問題。1985年9月21日因肝硬化引起食道靜脈瘤大出血，下午六時即撒手人寰，享年47歲。遺體安葬於臺北縣三芝鄉的北海明山墓園萬代福紀念特區。出殯時，友人喬奇為其題輓聯作：「小李飛刀成絕響 人間不見楚留香」，王羽、林清玄、倪匡等人亦在他的棺材裡放了48瓶XO酒陪葬。

### 感情生活
古龍一生風流、情歸多處。早年因逃役而無法獲取戶籍及身分證，年輕時與鄭月霞同居並生下長子鄭小龍，因父親戶籍問題而從母姓，鄭小龍後來卻成為警察，更一度是馬英九的貼身保鏢。古龍後來又迷上中日混血舞女葉雪（同樣未在戶政機關登記），未幾分手，育有一子葉怡寬。古龍1976年以假身分證辦理再婚（在戶政機關正式登記），對象是年輕的梅寶珠，育有一子熊正達。寶龍電影公司即取自夫婦之名。但古龍重友情而輕家庭，不善經營婚姻，幾年後便以離婚告終。晚年與于秀鈴結婚直至逝世。

## 作品列表
古龍小說的發表時間依歐陽瑩之、葉洪生、林保淳、郭璉謙先後整理之年表，對照原始連載期刊、報紙及各版本資料，如劍玄錄1960.12即由四維出版社預告，然至1965始由華源出版，且第十一集末有古龍小啟，說明作者實為溫玉。
有段時期，在台灣出版的作品多由龍思良繪製封面，書名則屢邀得書法名家題字，包括黃君璧、陳定山、高逸鴻、臺靜農、沈葦窗、王王孫、王壯為、陳繼龢、陳子和、莊嚴。

### 早期作品
| 作品名稱     | 首度出版或连载时间                                                         | 備註 |
| ------------ | -------------------------------------------------------------------------- | --- |
| 古都殘夢     | 1955年5月17日                                                              | 散文，刊於成功青年（成功高中校刊）第44期 |
| 從北國到南國 | 1955年                                                                     | 第一篇小說，非武俠小說，乃短篇文藝小說 11月發表於台灣／晨光雜誌第三卷第九期                                                                                            |
| 貝殼         | 1957年10月16日                                                             | 散文，刊於自由青年第十八卷第八期 |
| 蒼穹神劍     | 1959年动笔 1960年第一出版                                                  | 武俠處女作，古龍寫完第七集即斷筆，八至十四集由正陽續寫，並用《蒼穹神劍》人物另做續書《十二長虹》。現存於市面上的流通版本，多依據漢麟圖書於1970年中期的刪減後內容出版。 |
| 劍毒梅香     | 1960年清华出版                                                             | 只写4集、14章，其后由上官鼎代笔 〈七嘴八舌话古龙──大学同窗访问录〉说上官鼎越写越差，古龙接手续完 上官鼎又撰续集《長干行》，高庸称3集后由其代笔                                   |
| 劍氣書香     | 1960年真善美出版                                                           | 1960年真善美本《湘妃剑》第1集引荐本书 有「继《苍穹神剑》、《剑毒梅香》、《残金缺玉》」之语，以此定各部作品先后 古龍只写1集，陳非续至8集                                |
| 月異星邪     | 1960年第一出版                                                             | 以下至《湘妃剑》，创作先后待考 |
| 孤星傳       | 1960年10月-1963年1月 真善美出版，单行本之间常相隔半年                      | 1973年11月-1974年10月香港武侠春秋连载， 改名《历劫江湖》；1974年2月南琪本改名《风云男儿》                                                                              |
| 湘妃劍       | 1960年10月-1963年7月真善美出版 1960年10月-1961年2月香港上海日报连载10-26集 | 篇幅与《孤星传》相去不远，出版间隙之现象应类似 1974年南琪本改名《金剑残骨令》                                                                                          |
| 遊俠錄       | 1960年海光出版                                                             | |
| 失魂引       | 1960年10-12月明祥出版                                                      | |
| 殘金缺玉     | 1960年香港南洋日报连载 1961年春第一出版                                    | 第一部在报纸上连载的作品 |
| 彩環曲       | 1961年10月-1962年9月自立晚报连载 1962年明祥出版                            | 又名《傲劍狂龍》 |
| 護花鈴       | 1962年10月春秋出版                                                         | 又名《诸神岛》 |
| 劍客行       | 1962年或1963年明祥出版 今據諸葛青雲〈賣瓜者言〉更正為1961年                | 1964年明祥《无情碧剑》同书异名 |
| 飄香劍雨     | 1963年-1965年1月华源出版                                                   | 据古龙〈转变与成型〉，同《神君别传》置于《情人箭》前 而与《剑客行》、《湘妃剑》、《孤星传》分开 故应问世于1963年。另外《飄香劍雨‧續》為偽作。                          |
| 神君別傳     | 1963年華源出版                                                             | 《剑毒梅香》别传，先前仅少数人持有，2009年風雲時代出版之《劍毒梅香》為附篇刊載                                                                                         |
| 情人箭       | 1963年4月-1964年8月真善美出版                                              | 1976年11月修订本《怒劍》由汉麟出版，几无更改 1979年5月-1981年2月大华晚报连载《怒劍》                                                                                   |
| 大旗英雄傳   | 1963年5月-12月公论报连载194集 1963年9月-1965年10月真善美出版               | 1976年11月修订本《铁血大旗》由汉麟出版 1978年4月-1979年10月中华日报连载《铁血大旗》                                                                                    |

### 中期作品
| 作品名稱       | 首度出版或连载时间 | 備註 |
| -------------- | --- | --- |
| 浣花洗劍錄     | 1964年-1966年5月真善美出版 1964年6月民族晚报连载 | 為古龍的成名作 1976年11月修订本《浣花洗剑》由汉麟出版，几无更改 |
| 龙吟曲         | 1964年4月真善美出版 | 古龙、萧逸合著，共10集，古龙负责单数集 |
| 名劍風流       | 胡正群〈《名剑风流》创作前后〉说1961年动笔 断续书写五、六年，其后由春秋出版 《台灣武俠小說發展史》说1965年出版，郭琏谦说1966年 胡正群说出版当年《绝代双骄》已动工 | 缺结尾，1967年乔奇补上。胡正群说一万多字 （自39章起），《台灣武俠小說發展史》说三万字 |
| 武林外史       | 1966年春香港华侨日报开始连载 1967年4月春秋出版 | 奠定古龍小說的“浪子”基調，嘗試引入人性探討的“古式武俠”風格 |
| 絕代雙驕       | 1966年5月公论报开始连载79集 1966年9月-1969年2月春秋出版 倪匡自言为香港明报历史与武侠邀稿 且曾代笔，时间似在1967年                                                 | 据龚鹏程〈人在江湖──探访古龙的世界〉 古龙自言书写四年半，疑记忆有误 1971年4月邵氏拍成电影《玉面俠》 为首部跃登大屏幕的古龙作品 1976年-1978年香港武侠春秋274-339期连载修订版 |
| 鐵血傳奇       | >1967年1月真善美出版 前言落款3月29日 | 包括《血海飘香》、《大沙漠》、《畫眉鳥》 设定上与《大旗英雄传》有关，然自成一格，非后传 1971年11月-1972年6月香港武侠春秋连载，改名《风流盗帅》 1977年真善美本、桂冠本改名《楚留香传奇》 |
| 多情劍客無情劍 | 1968年香港武侠世界连载之，郭琏谦称1968年8月春秋出版 续集《铁胆大侠魂》起讫时间待考 1969年5月春秋将两部合并出版，即今《多情剑客无情剑》                            | 1974年张宗荣拍成華視43集台语連續劇《英雄榜》，为最早改编为電視劇的古龙作品 1970年3月-1971年2月香港武侠春秋5-45期 连载《铁胆大侠魂》，附前言。 上海学林本改名《风云第一刀》 |
| 蝙蝠传奇       | 可能先在香港武侠世界连载 1968年或1969年11月春秋合并出版《侠名留香》 1977年华新／桂冠本改名《楚留香传奇续集》                                                      | 楚留香系列4-5，包括《鬼恋侠情》（即《借尸还魂》） 1970年-1971年香港武侠春秋29-47期连载《蝙蝠传奇》 不含《鬼恋侠情》，可知两者已分开 |
| 萧十一郎       | 1969年12月-1970年6月 香港武侠春秋创刊号至28期连载 1970年7月-9月春秋出版                                                                                           | 1969年先写成剧本后写成小说 1971年电影版由徐增宏导演，邵氏出品 1978年导演楚原重拍，同為邵氏出品 |
| 歡樂英雄       | 1971年2月-1972年2月 香港武侠春秋46-97期连载 1971年12月春秋出版 | 首度不按时序而按事件性质安排故事 |
| 大人物         | 1971年3月-11月 香港武侠春秋50-82期连载 1971年10月春秋出版 | |
| 桃花传奇       | 1971年5月-1972年1月 武艺1-21期连载 1972年春秋出版 | 1972年版即《侠名留香》23-27集，楚留香系列之六。收入1978年1月汉麟本《楚留香传奇续集》。 |
| 流星·蝴蝶·劍   | 1971年8月春秋出版 | 1976年3月香港邵氏拍成电影 开创古龙原著、楚原导演的辉煌时代 |
| 邊城浪子       | 1972年2月香港武侠春秋98期开始连载 后记落款于1972年9月20日 1973年10月南琪出版                                                                                      | 最初名為《風雲第一刀》 為《多情剑客无情剑》后传，出版时改名《邊城浪子》 |
| 陸小鳳傳奇     | 1972年9月金庸为旗下明报邀稿 应于年底或1973年初开始发表 郭琏谦说迄于1975年 1973年5月-1977年 南琪分集出版，名为《大游侠》 共117章，书末预告续集《隐形的人》         | 1973年5月明报武侠与历史640期 有《凤凰东南飞》，（即《绣花大盗》） 1973年11月第670期《银钩赌坊》 标为「陆小凤传奇之四」（-1974年3月未完） 1975年6月香港武侠春秋246期目录已见《幽灵山庄》 《绣花大盗》仍名《凤凰东南飞》 《银钩赌坊》分为《冰国奇谭》和《银钩赌坊》 1977年春秋出版，分《陆小凤传奇》、《绣花大盗》、 《决战前后》、《银钩赌坊》、《幽灵山庄》五部 |
| 九月鷹飛       | 1973年南琪出版 | 《邊城浪子》三部曲之二 |
| 火併蕭十一郎   | 1973年香港武侠春秋连载至186期 1973年10月南琪出版，名为《火拚》 | 《萧十一郎》续集 |

### 後期作品
| 作品名稱                | 首度出版或连载时间 | 備註 |
| ----------------------- | --- | --- |
| 七殺手                  | 1973年6月香港武侠春秋169期连载完毕 1973年南琪出版，1974年2月 收入南琪《武林七灵》 列于《长生剑》和《孔雀翎》之后                                                              | 1979年1月-4月武侠春秋二度连载，标为「七种武器之七」 1990年代风云时代修改结尾而与青龙会连结，列为「七种武器之七」 |
| 絕不低頭                | 1973年、1978年汉麟出版 | 現代槍戰武俠小說 曾被認為又名《手槍‧槍手》，但該書並非古龍所作 |
| 長生劍                  | 列为1974年2月南琪《武林七灵》之一 | 《七种武器》1-5，各部故事独立而相关 1974年2月南琪《武林七灵》可能为最早版本 目前仅知有《长生剑》、《孔雀翎》、《七杀手》 1975年6月香港武侠春秋246期目录「七种武器故事」 列出《长生剑》、《孔雀翎》、《碧玉刀》和《多情环》 1978年8月-9月汉麟出版《长生剑》至《霸王枪》                                                                               |
| 孔雀翎                  | 列为1974年2月南琪《武林七灵》之二 | 《七种武器》1-5，各部故事独立而相关 1974年2月南琪《武林七灵》可能为最早版本 目前仅知有《长生剑》、《孔雀翎》、《七杀手》 1975年6月香港武侠春秋246期目录「七种武器故事」 列出《长生剑》、《孔雀翎》、《碧玉刀》和《多情环》 1978年8月-9月汉麟出版《长生剑》至《霸王枪》                                                                               |
| 碧玉刀                  | 1974年10月南琪出版 附《霸王枪》、《血鹦鹉》和《吸血蛾》 | 《七种武器》1-5，各部故事独立而相关 1974年2月南琪《武林七灵》可能为最早版本 目前仅知有《长生剑》、《孔雀翎》、《七杀手》 1975年6月香港武侠春秋246期目录「七种武器故事」 列出《长生剑》、《孔雀翎》、《碧玉刀》和《多情环》 1978年8月-9月汉麟出版《长生剑》至《霸王枪》                                                                               |
| 多情環                  | 1974年10月南琪出版 附《霸王枪》、《血鹦鹉》和《吸血蛾》 | 《七种武器》1-5，各部故事独立而相关 1974年2月南琪《武林七灵》可能为最早版本 目前仅知有《长生剑》、《孔雀翎》、《七杀手》 1975年6月香港武侠春秋246期目录「七种武器故事」 列出《长生剑》、《孔雀翎》、《碧玉刀》和《多情环》 1978年8月-9月汉麟出版《长生剑》至《霸王枪》                                                                               |
| 霸王槍                  | 1974年10月-1975年3月南琪出版 | 《七种武器》1-5，各部故事独立而相关 1974年2月南琪《武林七灵》可能为最早版本 目前仅知有《长生剑》、《孔雀翎》、《七杀手》 1975年6月香港武侠春秋246期目录「七种武器故事」 列出《长生剑》、《孔雀翎》、《碧玉刀》和《多情环》 1978年8月-9月汉麟出版《长生剑》至《霸王枪》                                                                               |
| 血鸚鵡                  | 1974年10月南琪出版，附于《多情环》 | 《惊魂六记》之一（后五记皆黄鹰作品） 连载中途弃笔，自第五章中段由黄鹰代笔 |
| 劍‧花‧煙雨‧江南         | 1974年或1975年南琪出版 | |
| 天涯‧明月‧刀            | 1974年4月-6月中国时报连载1-45集，腰斩 1974年6月-1975年1月香港武侠春秋208-231期连载 1974年南琪开始出版                                                                         | 《边城浪子》三部曲之三 叶洪生说今本为1978年万盛删节本 而南琪本：「傅红雪在全书进行到三分之一时突然失踪， 且留下半阕东坡词〈水调歌头〉，即不告而别。」 然武侠春秋亦止于〈水调歌头〉处，名为第三部「明月」 且仅有一章「明月何处有」，推测古龙当时已自删， 或105章为南琪妄增，因此本书 有武侠春秋本、南琪本和后起的万盛本三种版本 1976年7月邵氏拍成电影 |
| 拳頭                    | 1975年1月-6月香港武侠春秋 229-245期连载。1975年南琪出版 | 《霸王枪》衍生作品，无青龙会背景 首发时曾注「又名《狼山》」，或稱《愤怒的小马》 1975年-1976年2月二度连载时 列为《七种武器》之六，其后又被古龙剔除 |
| 三少爺的劍              | 1975年6月-1976年3月 香港武侠春秋246-273期连载 原名《江湖人》，1977年8月 桂冠出版时改名《三少爷的剑》                                                                          | 风云出版「江湖人系列」另有《剑‧花‧烟雨江南》、 《大地飞鹰》、《白玉老虎》和《英雄无泪》等，似为拼凑 |
| 白玉老虎                | 1976年南琪出版 | 《白玉雕龍》似為續集，但為偽作 |
| 圓月彎刀                | 1976年6月-1978年5月 香港武侠春秋282-348期断续连载 原名《刀神》，1978年汉麟出版改名《圆月弯刀》                                                                                | 《三少爷的剑》后传，11集後由司马紫烟代笔 |
| 碧血洗銀槍              | 1976年9月-1977年2月中国时报连载 1976年南琪出版或1979年3月桂冠出版 | 因古龙电影造成轰动，中时主动求稿 一雪《天涯‧明月‧刀》腰斩之耻辱 |
| 大地飛鷹                | 1976年10月-1977年11月 联合报连载，1977年南琪出版 | 1975年10月向华鸿公司蔡揚名提起电影构想，早于小说 1977年9月香港邵氏与华鸿争拍，当时小说连载未毕 |
| 陸小鳳傳奇之五 幽靈山莊 | 1977年春秋出版成書。雖然1975年6月香港武侠春秋246期目录已见《幽灵山庄》但是小說剛開始連載。                                                                                    | 分為 上集：奇異世界 ， 下集：天意如刀。 |
| 七星龍王                | 1978年3月香港武侠小说周刊创刊号开始连载 1978年5月-9月民生报连载，1978年春秋出版                                                                                               | 部分由薛兴国代笔，然其喜感及部分桥段非古龙不能作 皇佳、皇鼎本妄增情节，前者标「古龙原著，李凉续貂」 |
| 離別鈎                  | 1978年6月-9月联合报连载 1978年8月-11月 香港武侠春秋359-365期连载 1978年10月春秋出版                                                                                           | 列为《七种武器》之六，取代《拳头》 |
| 凤舞九天                | 1978年9月-1979年6月 民生报连载《凤舞九天》 郭琏谦说1978年春秋出版《凤舞九天》                                                                                                 | 《凤舞九天》为陆小凤系列之六，薛兴国代笔大部分 另一版本为香港武功本《隐形的人》， 据林保淳、让你飞考据，自〈仗义救人〉一章 以后有四十页迥异，且故事未完 武功本「陆小凤」有8册，第6、7册 分别为《隐形的人》和薛兴国代笔版，同时收录两版本 |
| 新月傳奇                | 1978年汉麟出版 | 楚留香系列之七 |
| 英雄無淚                | 1978年10月-1979年4月 联合报连载，1979年万盛出版 | 曾多次翻拍電影，但被認為此書之後古龍走下坡 |
| 午夜蘭花                | 《台灣武俠小說發展史》、郭琏谦均称1979年汉麟出版 1982年9月-1983年3月中国时报连载， 有「七二、三、廿三，杯中有酒，府有名人，名人有头。」 的篇尾感言，换算为公元即1983年3月23日 | 楚留香系列之八，《楚留香新传》之一 据古龙〈楚留香和他的朋友们〉及林无愁之访稿 似首发于1982年中国时报，然据古凌〈古龙的短刀〉 1982年-1983年并无新作，合理的解释是： 藉当时港剧《楚留香》声势，以新作之姿哄抬旧作 |
| 飛刀，又見飛刀          | 1981年2月-5月联合报连载，1981年万盛出版 | 小李飛刀系列之末。 古龙、丁情、陈晓林表示1980年 吟松阁事件后重伤未愈，古龙口述，丁情执笔 |
| 劍神一笑                | 1981年5月万盛出版 | 陆小凤系之七，据古凌〈古龙的短刀〉，可能口述 同年由宝龙公司拍成《陆小凤之剑神一笑》，古龙编剧 |
| 風鈴中的刀聲            | 1981年10月-1982年5月 联合报连载1-199集。1981年万盛出版 | 结尾由代笔 |
| 大武俠時代              | 1984年3月-8月联合报连载《短刀集》 1985年11月萬盛出版時名為《賭局》 香港玉郎出版時名為《賭局、狼牙、追殺》                                                                     | 包括〈賭局〉、〈狼牙〉、〈追殺〉、〈海神〉四個短篇 |
| 大武俠時代              | 1985年4月-8月時報周刊连载 1985年8月萬盛出版時名為《獵鷹》 同年12月香港玉郎出版時名為《紫煙、群狐》 〈銀雕〉則與〈海神〉合刊，編為《銀雕、海神》                               | 詳細情形請見大武俠時代頁面 |
| 菊花的刺                | 1985年9月万盛出版 | 因其時偽作横行，本書也一時被列為偽作 楚烈宣稱遺稿七萬字而補成本書 經薛興國證實古龍確實寫了本書開頭 |
| 財神與短刀              | 1985年未出版 | 作者署名古龍的小說《財神與短刀》，自大追擊雜誌第六期（1985年7月26日）连载至第二十二期（1986年3月12日至4月1日），分為十六部。因古龍病重過世而斷稿，其中第十期（1985年9月20日）至二十二期由風中白（萧瑟）續寫，因此古龍只在患病時完成前三部。 |

### 影視劇本
早在1969年，古龍就替導演徐增宏寫過劇本《蕭十一郎》，這也是第1部先有劇本再有小說的武俠名著。不過電影於1970年代初上映時不受注目。1976年香港邵氏推出《流星·蝴蝶·劍》、《天涯‧明月‧刀》，轟動港台及東南亞，古龍小說如日中天，幾乎每一部都被改編為影視作品。以1970年代末鄭少秋主演的港劇《楚留香傳奇》為例，在台灣颳起武俠旋風，盛況空前，「滿城爭說楚留香」。因此，古龍自1970年代晚期即投入影劇事業，與好友倪匡、導演楚原經常合作，掛名之作品不下數十部，1980年甚至創辦了寶龍電影公司。
古龍多部小說極受導演青睞，不斷改編成電視、電影，當中包括《楚留香》、《多情剑客无情剑》、《绝代双骄》、《陆小凤》等。在邵氏年代，楚原拍摄的古龍作品最多。

### 外文翻译本
英文版：
- 《萧十一郎》：The Eleventh Son, Rebecca S. Tai tr., New Jersey: Homa & Sekey Books, 2015, ISBN 1-931907-16-1.[10]

## 中泰跨國合作《古龍三大計劃》
在2025年，泰國第3電視台以及中國騰訊視頻共同製作原著同名小說作品改編而開拍全新的三大電視劇是包括《楚留香》《陸小鳳》《小李飛刀》。

## 佚事
2005年，台灣淡江大學舉辦第九屆文學與美學國際學術研討會，主題為武俠小說，集中討論古龍的作品。之後林保淳編了一部論文集，由學生書局出版：《傲世鬼才：古龍》（ISBN 978-957-15-1297-6）。
金庸对古龙评价道：“古龙的小说没有明确的历史背景，他用一种欧化的、现代人的想法来表达一种武侠世界，另走一条路，他的小说有几部也写得很好。古龙的小说较有深度，范围比较广，想法很新。他是我相当熟的朋友，现已过世。他的个性中有一个缺点是不太能坚持，大部分小说写了一半，就不写了，由别人代写，所以水准不齐，假如是他自己写完了的，当然水准高得多。”

## 外部參考
- 覃賢茂《古龍傳》
- 葉洪生、林保淳《台灣武俠小說發展史》（遠流）
- 郭璉謙〈古龍武俠小說目錄及創作年代商榷〉（收錄於傲世鬼才一古龍，林保淳主編，學生書局）

## 外部連結
- 古龍紀念官網 （页面存档备份，存于）（繁體中文）